# گارسین
گارسین

## موارد مصرف
قرص روکشداردرجعبه های۳۰ عددی کم‌کننده چربی خون، پائین آورنده فشار خون، کاهش دهنده قند خون.

## توضیحات
هر قرص محتوی پودرگرانول سیر بمیزان ۳۰۰ میلی‌گرم.
بر حسب ۵/۱۱–۵/۸ میلی‌گرم آلی‌ئین در هر قرص.

## موادمؤثره
مواد موثره سیرعبارتند از: روغن فرار، تر کیبات سولفوره شامل آلی این، آلی سین و ترپن‌ها شامل سیترال، ژرانیول و لینالول.

## آثار فارماکولوژی و مکانیسم اثر
سیر دارای اثر کم‌کننده کلسترول خون است که این اثر بخوبی در مطالعات روی حیوانات و روی بیماران مبتلا به فشارخون بالا به اثبات رسیده‌است. این اثر مربوط به ماده دی الیل دی سولفید که حاصل تجزیه الیسین است می‌باشد (۲). کاهش چربیهای خون و نسوج در مطالعاتی که روی حیوانات تحت درمان با رژیم غذائی محتوی پودر سیر یا روغن سیرویاالیسین انجام گرفته بخوبی ثابت گردیده‌است (۱). آثارمفیدسیر در انسان عبارتند از کاهش کلسترول و تری گلیسیریدهای سرم و لیپوپروتئین‌های با چگالی کم (LDL) و افزایش میزان HDL (۱). مکانیسم اثر آن شامل وقفه سنتز لیپید و افزایش دفع استرول‌های اسیدی و بازی است (۶). مهمترین ارزش سیر درپیشگیری ودرمان بیماری قلبی عروقی اثر ضد تصلب شرائین آن می‌باشد. کاهش قند خون و افزایش غلظت انسولین درخون متعاقب مصرف الیل پروپیل – دی سولفید گزارش شده‌است. در یک مطالعه بالینی روی مبتلایان به فشار خون تعداد ۴۷ نفر بیماران غیر بستری با هیپرتانسیون ملایم به میزان ۶۰۰ میلی‌گرم پودر سیر یا پلاسبو به مدت ۱۲ هفته تحت درمان قرارگرفتند. بعد از ۸ هفته فشارخون به طرز قابل ملاحظه‌ای کاهش یافت.

## دستور مصرف
در بزرگسالان روزی سه نوبت هر نوبت ۱ قرص باکمی آب میل شود. موارد منع مصرف ونکات قابل توصیه: بعلت آثار فارماکولوژیک مشخص سیر، مقادیر درمانی آن ممکنست هیپوگلیسمی و درمانهای ضد انعقادی را تشدید نماید.

## عوارض جانبی
سیر معمولاً فاقد آثار سمی است. با مقادیر زیاد ممکن است موجب اختلالات مختصرگوارشی شود.

## مصرف درحاملگی وشیردهی
مصرف سیردر دوران بارداری وشیردهی با احتیاط توصیه می‌شود.

## تداخل‌های داروئی
مصرف هم‌زمان این دارو با داروهای ضد انعقاد ممکن است موجب خون ریزی شود.